# Kontorniaten

Kontorniat aus dem späten 4. Jahrhundert. Vorderseite Kaiser Trajan, Rückseite die Göttinnen Annona (stehend, mit Füllhorn) und Ceres (sitzend).

Als Kontorniaten werden römische Medaillons der Spätantike (4. und 5. Jahrhundert nach Christus) bezeichnet, die etwa in Sesterzengröße geprägt wurden. Die Bezeichnung leitet sich von italienisch contorno (‚Rand‘) ab und bedeutet so viel wie „Randstück“.
Leicht zu erkennen sind die Kontorniaten an einem sich auffällig scharf abzeichnenden Rand, dem häufig noch eine tiefe Rille eingeschliffen wurde. Als Material kam zumeist Messing oder Bronze zum Einsatz, doch sind auch andere Legierungen vereinzelt herangezogen worden. Eingeritzt finden sich häufig Monogramme, so das Palmzeichen oder aber P- und E-Zeichen, die bislang nicht abschließend gedeutet werden konnten. Auf der Vorderseite finden sich als Münzbild alte Herrscher, heidnische Götter, Dichter oder Heroen. Auf der Rückseite wurden gerne Zirkus- oder Theaterspiele abgebildet. Auch Wagenrennen sind dort zu finden. Über hundert verschiedene Typen sind heute bekannt.
Was den Zweck und die Verwendung der Kontorniaten betrifft, so konnte hier in der Forschung bislang keine Einigkeit erzielt werden. Einige Forscher haben so etwa die Verwendung der Medaillons als Spiel- oder Ausweismarken vermutet. Auch der Einsatz als Siegespreise bei Spielen wurde bereits erwogen. Der Althistoriker Andreas Alföldi vermutete etwa auch eine Verwendung als Propagandamedium oppositioneller Kreise des Senats gegen die christlichen Kaiserhäuser, wofür die häufige Abbildung heidnischer Gottheiten und antichristlicher Herrscher auf den Medaillons sprechen würde.